# Ulises Poirier
Ulises Poirier Puelma (Spitzname: Gringo) (* 2. Februar 1897 in Quillota; † 9. März 1977) war ein chilenischer Fußballspieler.

## Verein
Poirier, der auf seinem Grabstein in der Schreibweise Ulises Poirrier Puelma geführt wird, spielte auf Vereinsebene mindestens 1927 während der Amerika- und Europatournee für Colo Colo, wo er nach dem Tod David Arellanos das Kapitänsamt übernahm. Auch für den chilenischen Klub La Cruz Valparaiso war er aktiv.

## Nationalmannschaft
Der Abwehrspieler war Mitglied der Nationalmannschaft seines Heimatlandes und nahm mit ihr am Campeonato Sudamericano 1919 (3 Einsätze) 1920 (3 Einsätze), 1922 (4 Einsätze) und 1926 (4 Einsätze) sowie an der ersten Fußball-Weltmeisterschaft 1930 teil. Dort kam er jedoch lediglich im Spiel Chiles gegen Mexiko zum Einsatz. Insgesamt absolvierte Poirier von seinem Debüt am 11. Mai 1919 im Spiel gegen Brasilien bis zu seinem letzten Einsatz am 19. Juli 1930 beim Aufeinandertreffen mit Frankreich in der uruguayischen Hauptstadt Montevideo 16 Länderspiele für Chile.